# Finlandese universale
Il Finlandese universale è una razza equina originaria della Finlandia; viene chiamato "universale" in quanto è molto versatile e di conseguenza può svolgere un grande numero di attività in diversi ambiti. Questi soggetti sono di tipo meso-brachimorfo e vengono identificati in quattro gruppi morfologici: da sella, da tiro, trotter e taglia pony.

## Storia[1]

### Origini[1][2]
L’origine del cavallo Finlandese universale si attribuisce a diversi ipotesi.
In origine si pensava che il Finnico fosse il risultato dell’adattamento di una specie equina selvatica, ma la teoria ha col tempo avuto sempre meno seguito, giustificata dall’importazione massiccia di cavalli ad uso domestico iniziata secoli prima.
Una seconda teoria sul finnico si rifà al periodo vichingo, si pensa infatti che gli antenati del Finnico universale originassero da est, e fossero stati portati in terra finlandese dalle spedizioni vichinghe in altri paesi.
L’ultima teoria propone invece che il Finnico universale sia arrivato in Finlandia a seguito delle migrazioni delle popolazioni da sud e sud est, arrivate in terra proprio grazie ai cavalli, questi ultimi provenienti dalla regione del fiume Volga e degli Urali.
Sicuramente il Finnico universale ha delle origini che si rifanno a storie di migrazione di popoli provenienti da Est: dalla seconda metà del 1800 vari archeologi hanno studiato la razza e confermato la teoria di geni provenienti da oriente, in particolare dalla regione del Volga, fino alle coste del golfo di Finlandia.
In seguito, lo storico naturale Pehr Adrian Gadd propose un’ipotesi di genetica ripresa anche in tempi più moderni in cui si afferma che con ogni probabilità i parenti più vicini del Finnico universale fossero il cavallo Estone, il cavallo Yakut, o il cavallo Mongolo.
Verso la fine del 1800, l’argomento del Finnico universale interessò l’agronomo Axel Alfthan e il veterinario Kaarlo Gummerus, i quali ripresero la teoria inizialmente proposta della migrazione dei popoli da est discutendola e concludendo che col tempo la razza si differenziò in due sottospecie:
- Il tipo orientale, caratterizzato da un medio garrese, collo corto e grande testa;
- Il tipo finnico, più nobile, caratterizzato da un corpo molto più lungo, collo e testa più proporzionati e definiti.[2]

Il tipo orientale e quello finnico sono rimasti distinti fino alla fine del XX secolo.

### Declino[3][4][5]
Attorno al 18 esimo secolo con la Grande Guerra del Nord, la popolazione del Finnico universale attraversò un periodo di devastazione: i cavalli venivano usati a scopo militare, di fanteria, ma anche per il trasporto di armi, e quelli che vennero trasportati in Svezia a decine, non tornarono più alla loro terra originaria.
L’occupazione russa in Finlandia, con Pietro I, causò ulteriore deperimento della popolazione del Finnico universale, in parte per esportazione , in parte per un’epidemia che si scatenò con l’arrivo dell’invasione, la quale si trascinò dietro povertà e la disperazione di un popolo che non ancora si era ripreso dalla precedente guerra.
In Russia, la quota di cavalli esportata si incrociò con specie russe ed estone, mischiando cosi le razze, e perdendo la purezza del Finnico universale.
Alla fine dell’occupazione russa, la razza era a tutti gli effetti rovinata, i russi si erano appropriati degli animali considerati migliori, incrociandoli con proprie e vicine razze, dando meticci senza curarsi del miglioramento genetico.
Pur di recuperare la razza in qualità e in numero, il Finnico universale venne spesso incrociato troppo giovane e addirittura tra consanguinei.
Nel 1761 uno dei primi ricercatori nel campo della chimica agraria definì la popolazione del finnico come "discendente della razza tartara, raramente più alto di 1.30m [al garrese], di buona conformazione, usato come cavallo da tiro e con un mantello di colore variabile dal castano ai baio".
In risposta al declino di una razza cosi importante per i finlandesi, e a seguito degli studi eseguiti dell’etnologa Kustaa Vilkuna che riguardarono le differenze di finnici in termini di peso, altezza al garrese, e conformazioni zoognostiche generali (date dal periodo di crisi, e degli incroci incontrollati che vennero fatti), il governo finlandese decise di introdurre un programma di miglioramento genetico in tutta la penisola finnica, scegliendo otto province e dividendo l’intera Finlandia in distretti genetici; ogni provincia possedeva uno stallone a servizio delle forze locali.
I cavalli risultato del programma divennero un punto di riferimento per gli incroci futuri, cercando di riportare il vero Finnico universale.

### Declino post seconda guerra mondiale[1][3]
Da quando fu stabilito il libro genealogico del Finnico, si stimarono circa 300.000 puri Finlandesi universali, e la consistenza rimase stabile per circa 50 anni.
Con l’arrivo della seconda guerra mondiale la domanda di cavalli aumentò vertiginosamente, e si arrivarono a contare circa 410.000 cavalli.
A seguito della meccanizzazione in agricoltura e selvicoltura, in cui il Finnico era principalmente usato come cavallo da tiro, la domanda iniziò a diminuire drasticamente e i cavalli appena ritornati ad assomigliare ai puri antenati, si ritrovarono ad essere in un numero talmente superiore all’effettivo richiesta, a questo si sommarono una serie di leggi e tasse che scoraggiarono sempre di più la detenzione di cavalli, e parte di questi furono, per queste ragioni, mandati al macello e usati a scopo alimentare.
Il numero di cavalli inizio a diminuire sempre di più fino ad arrivare al 1987, data in cui la Finlandia contava solo 12.800 animali.
A fine 1900 il Finnico universale vide un leggero incremento, in quanto si stava assistendo sempre di più ad una repentina estinzione della razza, contando quasi 20.000 animali; più o meno il numero è rimasto attuale ad oggi, ed il Finnico è mantenuto per motivi folkloristici e di affezione, nonché utilizzato per hobby, giochi equestri.

### L'uso militare
Gustav Vasa ed altri avevano come obiettivo quello di aumentare l’altezza del Finnico universale, tuttavia gli archivi della cavalleria finlandese, del secondo decennio del 1600, mostrano che questo obiettivo non è mai stato raggiunto. L’altezza, dei cavalli analizzati nel 1623, la quale veniva misurata non al garrese ma al punto più alto della groppa, variava dai 105 ai 130 centimetri. Ovviamente questa misurazione comportava delle misurazioni molto diverse dal metodo standard. I cavalli più alti venivano assegnati agli ufficiali e l’ufficiale con gli esemplari aventi l’altezza maggiore era il colonnello Herman Fleming, i suoi esemplari arrivavano a misurare alla groppa dai 135 ai 140 centimetri. L’altezza media, degli esemplari appartenenti alle truppe di Hollola, Pori e Raseborg, era di soli 115 centimetri. Negli anni seguenti però questo dato nei sondaggi cambiò e si stabilizzò a 125 centimetri. Nel complesso non erano presenti esemplari pony con una misura alla groppa inferiore a 110 centimetri e i cavalli usati dalla cavalleria erano in media alti 120 centimetri.
I cavalli usati dalla cavalleria finlandese durante la Guerra dei trent’anni erano bassi e di poca rappresentanza, considerati inferiori pure ai cavalli da traino usati dall’esercito reale Svedese. Tuttavia questi animali avevano una grande resistenza, una qualità fondamentale nelle campagne militari lunghe ed estenuanti. Prima della Seconda guerra mondiale, quasi tutti gli esemplari appartenenti all’esercito Finlandese e alla polizia a cavallo, erano Finnici universali. Mentre gli ufficiali cavalcavano varie razze straniere di cavalli leggeri, il Finnico veniva usato per gli arruolati alla cavalleria.

### Impatto nella seconda guerra mondiale
I cavalli furono di rilevante importanza per le forze militari Finlandesi durante la Guerra d’Inverno (1939-40) e la Guerra di Continuazione (1941-44), proprio perché rappresentavano la forza motrice principale, data la mancanza di automobili.
Gli esemplari venivano procurati da proprietari privati con una procedura sistematica ma per assicurarsi della adeguata continuazione della razza finnica né stalloni né cavalle incinte furono eleggibili per l’uso militare. Tutti i cavalli procurati da privati ed usati dall’esercito venivano marcati per l’identificazione e una volta finito il servizio riportati al proprietario o nel caso veniva comunicato il decesso dell’esemplare. Il programma ebbe successo nel preservare la razza e nel 1945 si ritornò allo stesso numero di 380.000 esemplari di inizio guerra.
Il grande numero di cavalli russi catturati come bottino di guerra, divenne una minaccia per il purosangue Finnico per il rischio di incroci tra queste due razze. Per ragioni pratiche e politiche la Russia sovietica non si riprese questi cavalli come parte della grande indennità di guerra della Finlandia. Mentre il Finnico veniva accettato come pagamento e un totale di 18.000 esemplari vennero venduti a basso prezzo alla Russia tra il 1947 e 1948. Non vennero ceduti i migliori esemplari e secondo delle testimonianze del tempo vennero ceduti molti esemplari deboli.

### XXI secolo
Quasi tutti i puledri Finnici dal 1971 in poi sono stati registrati. Durante la prima decina d’anni del XXI secolo il numero di esemplari Finnici si è stabilito intorno ai 20.000 animali e approssimativamente all’anno nascono 1000 puledri. La razza rappresenta a fatica circa un terzo della popolazione totale dei cavalli in Finlandia. Nel XXI secolo, la maggior parte dei Finnici sono allevati per essere trottatori ma la razza è popolare pure alle scuole di equitazione e anche per equitazione ricreativa.
Il Finnico Universale è relativamente sconosciuto fuori dalla Finlandia, ciò è dovuto anche alla mancanza di sforzi per promuoverlo all’estero. La parola stessa “Finnico Universale” è stata coniata di recente ed è diventata un nome standard solo dopo il 1990. Tuttavia piccoli numeri di esemplari sono stati esportati a nazioni come Germania e Svezia. Il progresso nel far conoscere questa razza all’estero è complicato, dato dalla bassa popolazione e dalla mancanza di conoscenza internazionale della razza.
I punti di forza considerati della razza sono la sua buona salute e le sue qualità lavorative. Le razze universali come quella Finnica possono avere pro e contro. Un contro potrebbe essere la mancanza di vantaggio su altre razze magari specializzate su una certa disciplina mentre un pro della razza potrebbe essere che le stesse razze specializzate sono limitate alle poche discipline sulle quali sono specializzate.

## Libro genealogico e incroci
Il primo documento scritto sul Finlandese universale risale al 1229 attraverso una lettera papale.
Il primo piano di miglioramento genetico sulla qualità del cavallo venne svolto nel XVI secolo da Gustav Vasa, attraverso la selezione riproduttiva in Finlandia. Lui, aveva un ampio interesse sulla riproduzione dei cavalli e per questo fondò la sua prima scuderia nella Finlandia occidentale e successivamente altre in centro Europa, soprattutto nella regione della Frisia. Gustav Vasa importò molte fattrici di razza Frisone da molte regioni confinanti al Mare del Nord per poter raggiungere il suo obbiettivo che era quello di migliorare geneticamente la razza Finlandese universale per incrementare la taglia e il peso di esso. Gli allevamenti sotto il governo della linea Vasa, durarono circa 100 anni fino a che Eric XIV, successore di Gustav,  dimostrò l'importanza dei cavalli, soprattutto del Finlandese universale, all'interno della Finlandia.
In Finlandia, oltre a questi allevamenti, il Finlandese universale veniva lasciato nelle condizioni semi-selvagge fino alla metà XIX secolo. Questo perché Kustaa Vilkunia , etnologo, descrisse queste pratiche come un'importante opportunità di marketing della razza illustrandola come semplice da mantenere e resistente.
Il cavallo è stato incrociato fino al XVI secolo con principalmente due razze, Frisoni e Oldenburg, ma anche varie razze prese come bottino di guerra sotto il dominio svedese della Finlandia. Tra le prime influenze conosciute nella razza vi furono caratteristiche dei Frisoni, usati fino al 1650, e Oldenburg. Queste due razze vennero usate per aumentare le dimensioni all’inizio del XVII secolo.
Nel XVIII secolo furono create delle nuove razze a sangue caldo, tra cui “arabi” e “andalusi”, che vennero incrociate, per circa 30 anni, influenzando la popolazione locale e di conseguenza il Finlandese universale. Negli scritti che testimoniano questi incroci, menzionano anche una “razza Haapaniemi”. Altre razze che hanno collaborato a migliorare la popolazione equina della Finlandia sono i trottatori russi Orlov e i cavalli Don potenziando le dimensioni, la cavalcabilità e la raffinatezza nella metà del XIX secolo.
Gli incroci eseguiti, oltre alle esigenze militari di allora, venivano usati per incrementare il cavallo da lavoro necessario per svolgere attività agricole, utilizzando la razza Percheron e una razza norvegese pesante.
Nel XX secolo, dopo una quantità e diversità di incroci portarono alla creazione del libro genealogico del Finlandese universale, anche se tra i primi stalloni accettati e scritti nel libro avevano un aspetto “norvegese”.
Altri tentativi di incroci videro diverse razze tra cui il sangue di Sarkkila e Hali, discendenti da incroci russi con notevoli prestazioni da trottatori come Eino 680 e Eino-Vakaa 25.
Secondo Mayerdorff, ispettore di scuderia dell’impero russo, vi erano 4 tipi di cavalli Finlandesi: tipo Furstenbergiano, tipo Haapaniemi, tipo Orlov e tipo Careliano
Queste prove di incroci basati sulla proprietà del cavallo non hanno mai avuto un significato sul cavallo Finlandese odierno.
Nella metà del XIX secolo, una descrizione dettagliata dei migliori cavalli Finlandesi è stata possibile grazie allo sviluppo del cavallo Tori in Estonia. Documenti di anni successivi, dopo importazioni di alcuni cavalli nell’allevamento di Tori, descrivono le fattrici alte 142 cm di colore scuro con una stella, teste grandi, corpo robusto, proporzionato e muscoloso. Questi registri rilevano anche dei gravi difetti di posizione alla gambe oltre a varie qualità dell'animale: lavoratori calmi e buoni, veloci camminatori e corridori.
Entro la fine del XVII secolo, l’incrocio iniziò ad essere descritto, soprattutto da capi militari, come dannoso per la qualità del cavallo da razze provenienti dalla costa occidentale.  Successivamente gli incroci venivano utilizzati per poter incrementare varie caratteristiche in vari tipi di cavallo come quello pesante o da sella o leggero, ma tutto si fermò tra il XIX e XX secolo quando l'obbiettivo di selezione sul Finlandese universale si indirizzo sul purosangue perché venne considerato un simbolo della nazione.
Il 20 novembre 1894, fu fondata Hevoskasvatusyhdistys Hippos (ora Suomen Hippos), la prima associazione finlandese di allevamento di cavalli per allevare e potenziare il Finlandese universale mediante il purosangue e nel 1905 fu emessa una legge per fondare associazioni di allevamento in tutto il paese portando alla creazione ufficiale del libro genealogico nel 1907. Gli obiettivi del programma di allevamento del Finlandese universale riguardano l’aspetto, principalmente il colore eliminando le caratteristiche estranee ottenute da vari incroci. Negli anni ‘20 gli obiettivi vennero modificati per potenziare gli aspetti di capacità, di movimento, di conformazione
Dopo l’istituzione del libro genealogico, la razza fu allevata in purezza, pur essendoci ancora degli incroci sulla razza non vengono registrate come Finlandese universale.

## Morfologia

### Caratteristiche morfologiche

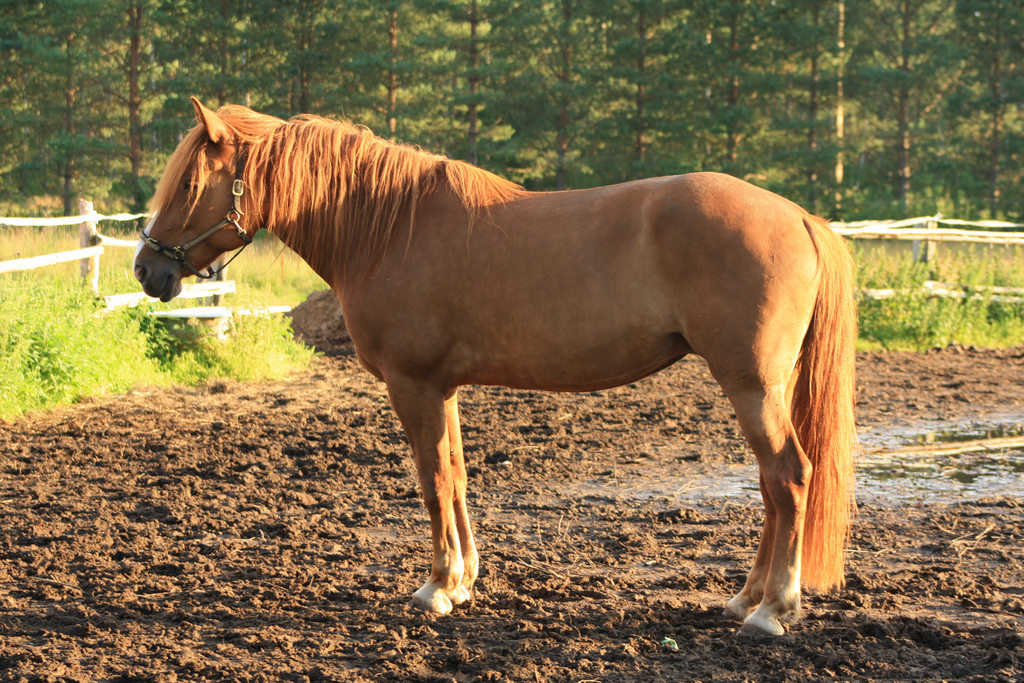
Mantello baio, più comune.

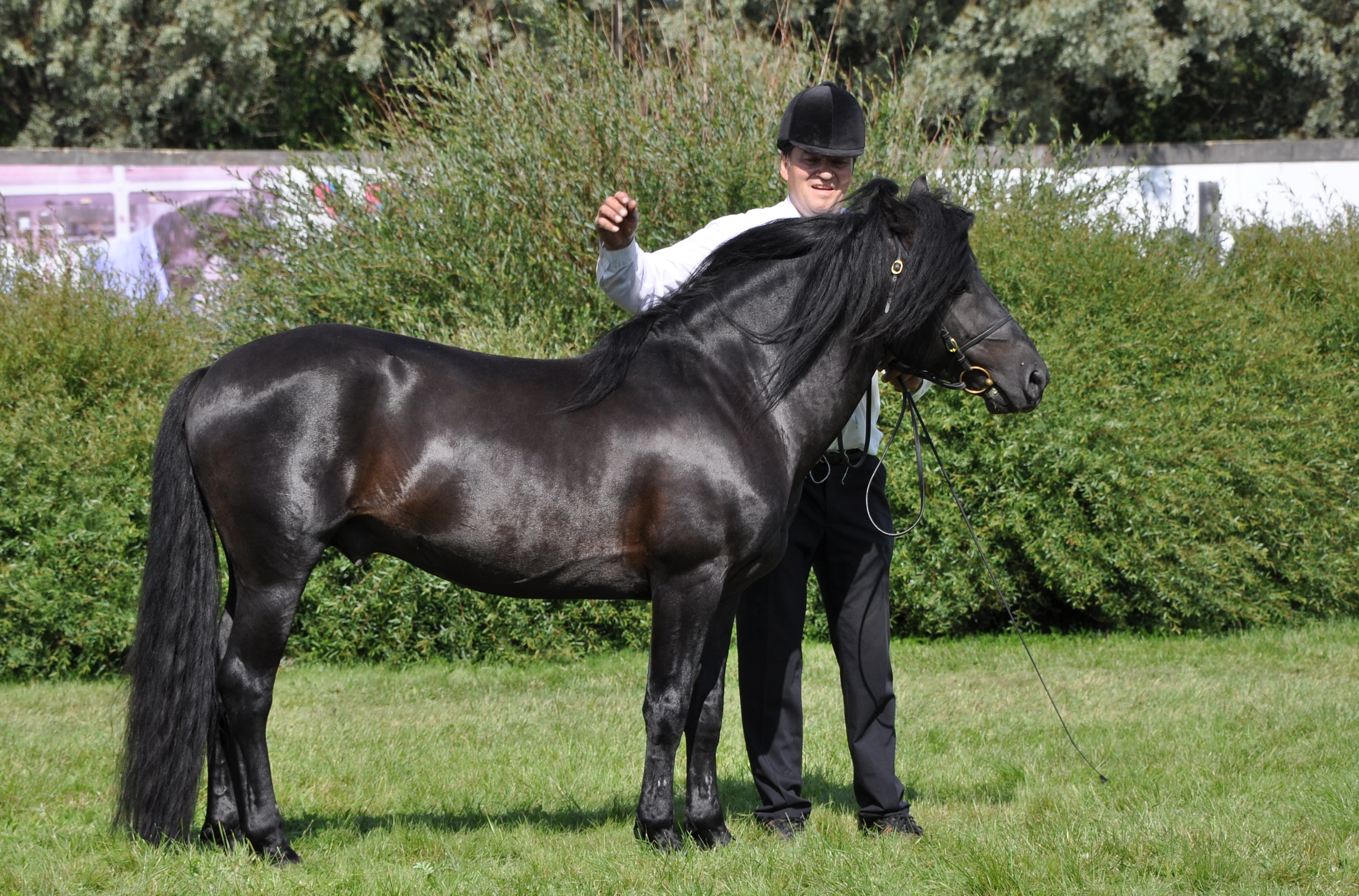
Finlandese con mantello morello, raro.

Il cavallo di razza Finlandese universale è un cavallo di tipo meso-brachimorfo robusto, muscoloso e ben proporzionato. Nonostante la simile conformazione, in base al tipo morfologico, variano robustezza e solidità della struttura. L'altezza al garrese varia da meno di 1,45m per i cavalli dimensione pony, fino a 1,70m. Il mantello generalmente è sauro, baio o grigio con crini da molto chiari a scuri, mentre più raramente si possono trovare anche il baio scuro e il morello. La testa si presenta medio-grande, squadrata, con profilo rettilineo e pesante, occhi grandi e orecchie piccole e appuntite. Il collo è di media lunghezza, non ben inserito ma con notevole sviluppo muscolare e crini molto folti. Il garrese è ben evidente, la linea dorso-lombare è corta e la groppa è tondeggiante e leggermente obliqua. La spalla è muscolosa e di giusta inclinazione, il petto è largo e ampio e il torace profondo. La coda è ben attaccata, non troppo alta e abbondante di crine. Questa razza presenta arti corti, molto robusti e resistenti con articolazioni larghe e asciutte e zoccoli forti.

## Impieghi e tipi morfologici
Il Finlandese universale presenta una grande varietà di conformazioni che vede altezze, livelli di solidità e robustezza molto varie; il termine "universale" infatti, serve ad indicarne l'incredibile versatilità la quale porta questa razza ad essere divisa in tre tipi morfologici "più uno" più recente: da sella, da tiro, trotter e la conformazione pony. In linea generale comunque sono animali forti in grado di affrontare le condizioni atmosferiche rigide tipiche della loro zona d'origine.

### Tipo da tiro

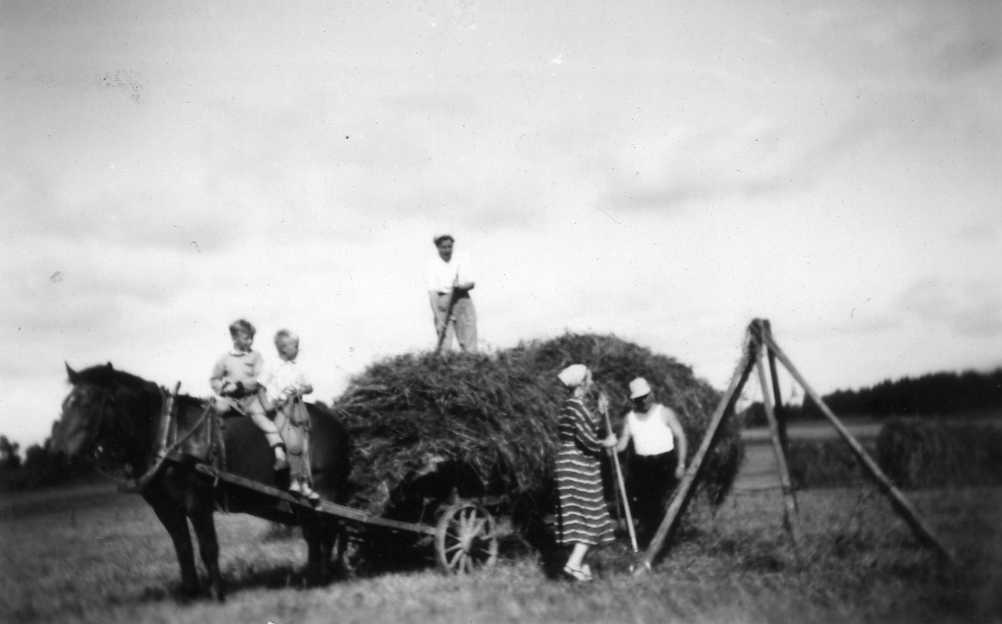
Finlandese universale al lavoro

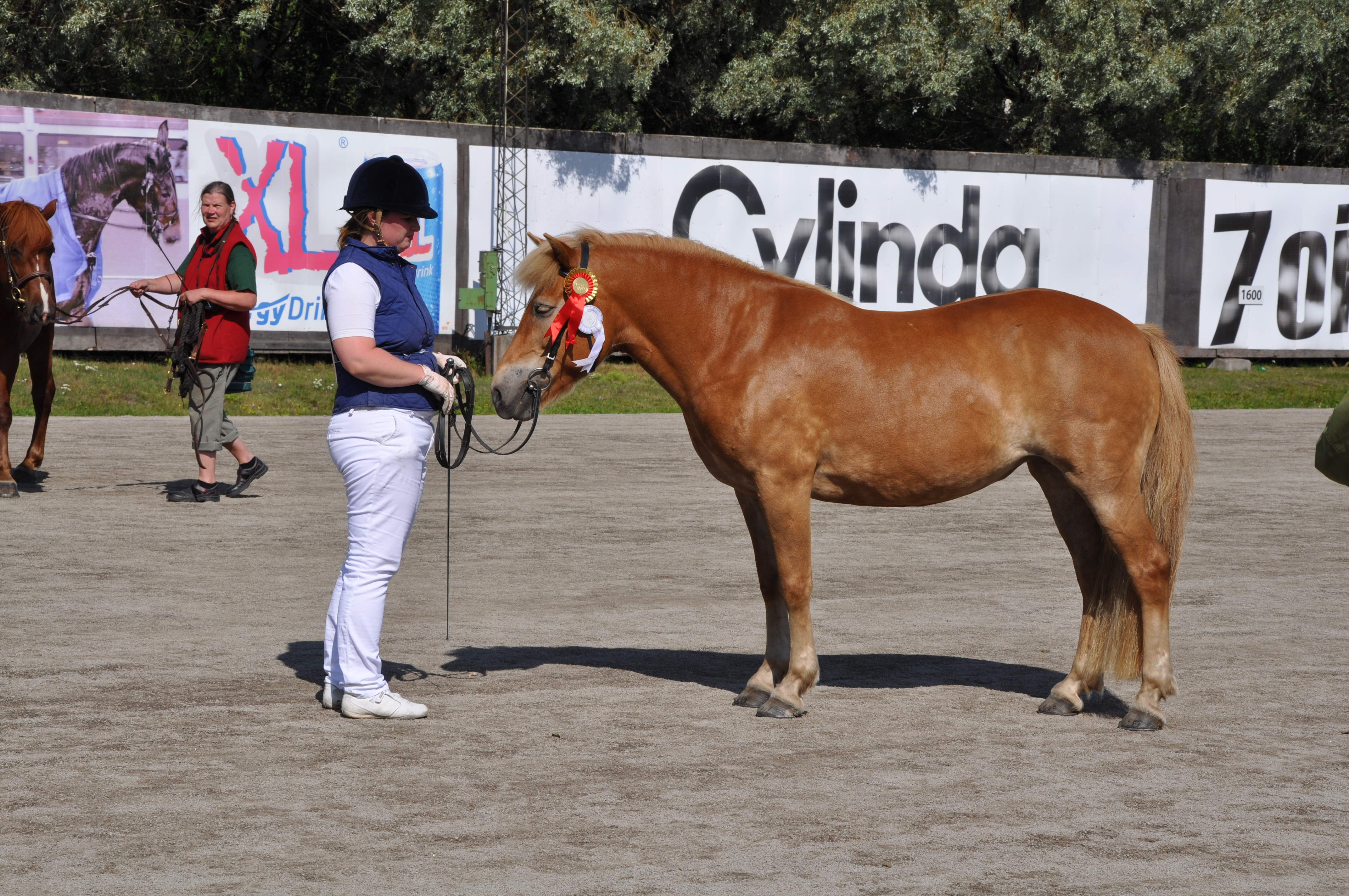
Esemplare femmina di Finlandese taglia pony

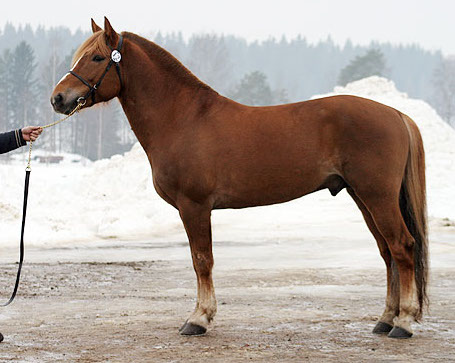
Tipo trottatore.

il Finlandese universale da tiro è ritenuto il tipo più antico di questa razza e ad oggi non è molto diffuso, contando pochi esemplari iscritti. Presenta un proprio libro genealogico separato dagli altri dal 1924, per essere approvati e successivamente iscritti gli esemplari devono superare una serie complessa di prove tra le quali: una prova di trazione e una di camminata che poi andranno ad unirsi ad una valutazione morfologica.  Ad ogni prova è assegnato un punteggio, ognuno poi sommato a formare un punteggio finale; per l'approvazione degli stalloni inoltre, è richiesta un'ulteriore prova di trotto, nella quale i soggetti non devono impiegare più di 2 minuti e 30 secondi per percorrere 1 km. Gli esemplari da tiro di questa razza sono estremamente potenti ma allo stesso tempo agili, in grado di trainare dal 110% al 200% del proprio peso nelle condizioni fisiche e di allenamento migliori, ancora oggi è molto utilizzato per compiere lavori in zone difficilmente raggiungibili con i mezzi meccanici ad esempio, per trainare i tronchi fuori dalle foreste durante i lavori di disboscamento.

### Tipo pony
Il tipo morfologico "pony" definisce soggetti di razza Finlandese che non superano la dimensione di 148 cm misurata al garrese. Questa linea genetica è sostenuta dalla "Suomenpienhevosyhdistys", tradotto letteralmente: "associazione finlandese dei piccoli cavalli". Questa organizzazione fondata nel 2000 ha come obbiettivo principale promuovere la diffusione di questo tipo morfologico tramite l'organizzazione di una mostra nazionale e di competizioni equestri di dressage, salto ostacoli e completo. Il sostegno alla diffusione avviene anche tramite la premiazione dei soggetti che hanno ricevuto degli ottimi punteggi nelle valutazioni di morfologia. Il numero di soggetti ad oggi iscritti è molto limitato sebbene questa tipologia sia molto versatile, viene utilizzato in tutte le attività svolte dai Finlandesi di taglia normale e per alcune attività di ippoterapia.

### Tipo trottatore
Il trottatore è il tipo morfologico più diffuso nella razza Finlandese universale. Questi animali possiedono una corporatura leggera ma comunque muscolosa con arti relativamente lunghi. Alcuni difetti di conformazione possono ostacolare il successo di questi cavalli nelle corse. Tra questi i più comuni sono: gli arti posteriori angolati e il peso eccessivo. Il Finlandese ideale deve essere veloce, resistente e agile. Il record mondiale è stato detenuto per diversi anni dai finlandesi con lo stallone Viesker, che è stato poi battuto da un trottatore svedese Svensk.
Per quanto riguarda i trottatori finlandesi viene valutata una prova di guidabilità (Drivability test) dove gli stalloni si esibiscono al passo e al trotto e vengono osservate: adattabilità, affidabilità e calma.

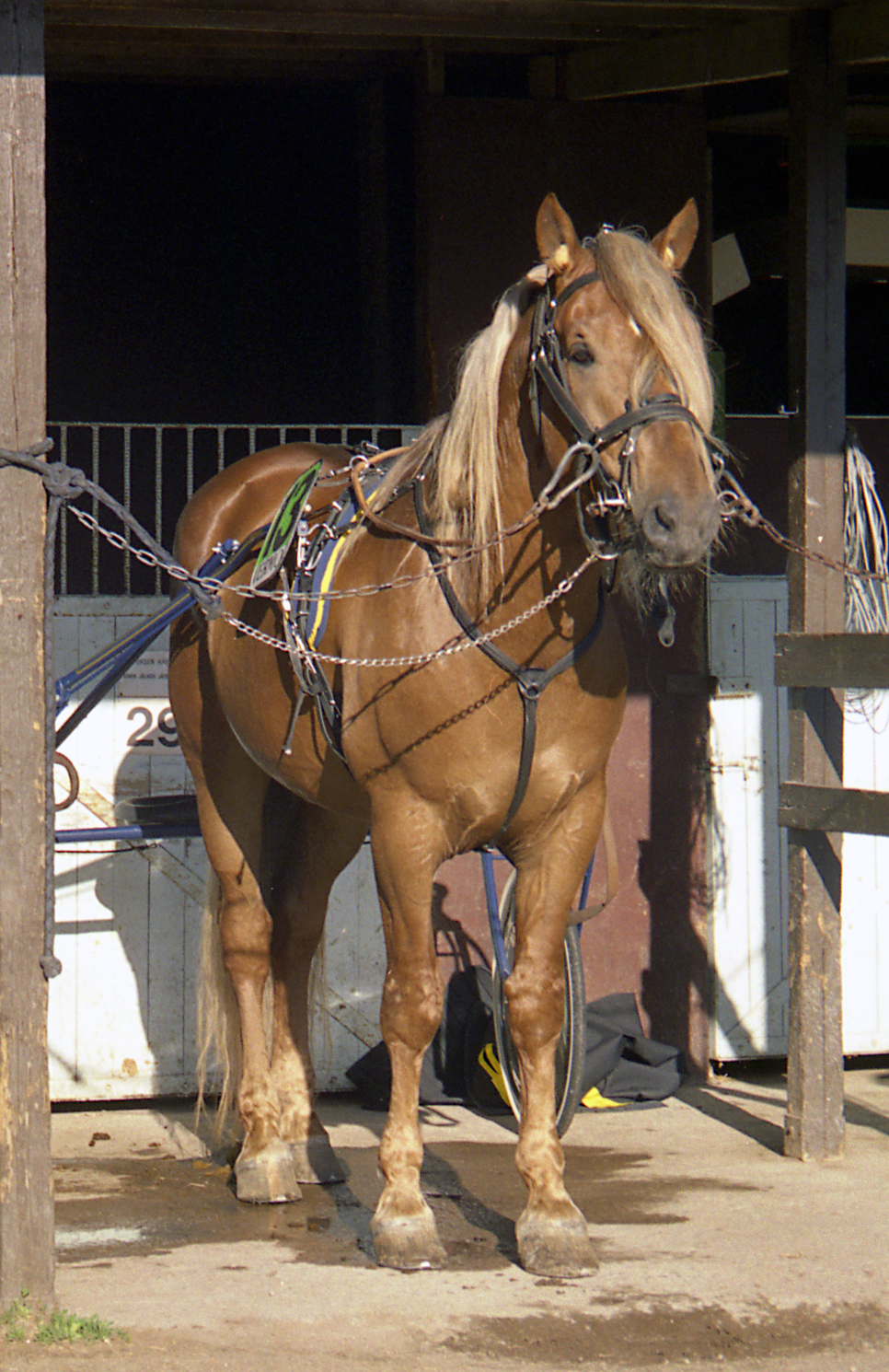
Finlandese da sella.

### Tipo da sella

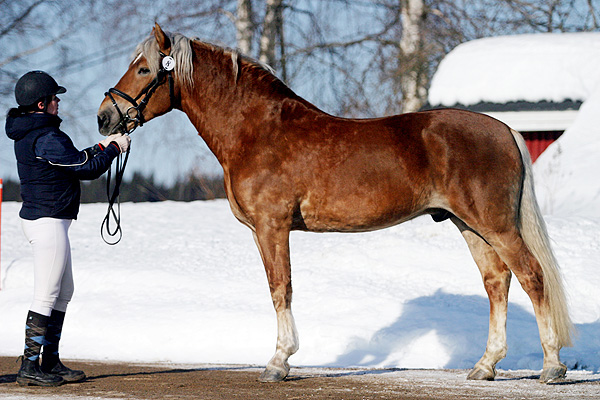
Tipo da sella.

Il Finlandese da sella ha conformazione leggera e taglia media. Il corpo non deve essere troppo lungo. Negli anni gli obiettivi di selezione hanno permesso di ottenere stalloni con meno difetti di conformazione, testa piccola con collo lungo, garrese ben definito e spalle inclinate. Ad esso però mancano alcune caratteristiche essenziali per eccellere nelle competizioni equestri internazionali. Grazie alla taglia ottimale e al buon temperamento questa razza è molto adatta all'uso in maneggi, trekking e per attività di ippoterapia.
Per questo tipo morfologico vengono valutate diverse prove: prova di dressage, prova di salto ad ostacoli, prova di cavalcabilità (Rideability test), dove sono essenziali andature pulite.

## Prove

### Walking test
Il Walking test è una prova specifica per i Finlandesi da tiro, consiste in una camminata di 500 m tirando un peso di 500 kg. Il tempo minimo di esecuzione perché la prova sia valida è di 10 minuti, con cui il soggetto ottiene 4 punti; il punteggio massimo ottenibile è 10, l'aggiunta di un punto avviene ad intervalli di 30 s.

### Pulling test
Il Pulling test, come il Walking test, è una prova riservata al Finlandese da tiro, lo scopo è quello di misurare la capacità di traino considerando le dimensioni del soggetto. La prova si sviluppa in più step in successione in cui il peso da trainare aumenta ogni volta circa del 6% del peso del soggetto con una distanza da percorrere di 10 m, perché la prova sia valida devono essere superati almeno 5 step. Il punteggio aumenta di 2 punti per ogni fase superata con un massimo ottenibile di 20 e la giuria valuterà anche lo stile di traino aggiungendo da 4 a 10 punti. Il punteggio finale si traduce nella capacità di lavoro dell'esemplare in esame in percentuale al proprio peso : dalla capacità di trainare il 60% del proprio peso al 90%, cui corrispondono 20 punti.

### Drivability test
Il Drivability test è una prova che solitamente viene effettuata su stalloni trottatori. Può essere svolta anche da Finlandesi da tiro, se non viene eseguita una prova di trazione, e da quelli tipo pony, se non viene eseguita una prova di cavalcabilità. La valutazione viene svolta da due membri del comitato di valutazione del Libro Genealogico e vengono assegnati da 4 a 10 punti. Nella prima parte vengono considerate cooperazione e disposizione. Si osserva il comportamento del cavallo mentre viene imbrigliato, caricato, scaricato e slegato. Nella seconda parte invece viene valutato il comportamento mentre viene guidato. Lo stallone si esibisce al trotto e al passo con diverse velocità, girando intorno ad ostacoli, indietreggiando o fermandosi quando richiesto.

### Rideability test
Il Rideability test è una prova richiesta per i Finlandesi da equitazione, ma può essere effettuata anche da quelli tipo pony, se non viene eseguita una prova di guidabilità. La valutazione viene svolta da un solo membro del comitato di valutazione del Libro Genealogico. Il punteggio va da 4 a 10 punti. Il cavallo viene fatto esibire al passo, al trotto e al galoppo. Questa prova consiste nel valutare il movimento, l'equilibrio e la sensibilità ai segnali e lo sforzo.